# Jakub Górka (naukowiec)
Jakub Henryk Górka – polski ekonomista, doktor habilitowany nauk społecznych, adiunkt na Uniwersytecie Warszawskim, specjalista od strategii konkurencji, finansów, bankowości oraz rachunkowości.

## Kariera naukowa
W 2008 roku na Wydziale Zarządzania Uniwersytetu Warszawskiego uzyskał stopień doktora nauk ekonomicznych na podstawie rozprawy pt. Konkurencyjność form pieniądza i instrumentów płatniczych, której promotorem był Marian Górski. W 2009 roku został zatrudniony na tejże uczelni. W 2020 roku uzyskał na Uniwersytecie Ekonomicznym w Katowicach stopień doktora habilitowanego nauk społecznych na podstawie pracy pt. Ekonomika opłaty interchange. Regulować czy nie regulować?.